# 강점
강점(Strengths)는 개최지 선정 주요 항목을 고려할 때 우리가 가지고 있는 장점을 나열한다. 분석 시점에서 개최지의 낮은 범죄율, 양호한 접근성, 외국인 환대 분위기, 유명 축제의 개최 등이 있다.

## 같이 보기
- SWOT 분석
- 약점